# Christoph Dürr
Christoph Dürr (28 de abril de 1996) es un deportista suizo que compite en tiro, en la modalidad de rifle.
Ganó una medalla de plata en el Campeonato Mundial de Tiro de 2023 y una medalla de bronce en el Campeonato Europeo de Tiro de 2024.

## Palmarés internacional
| Campeonato Mundial | Campeonato Mundial | Campeonato Mundial | Campeonato Mundial               |
| Año                | Lugar              | Medalla            | Prueba                           |
| ------------------ | ------------------ | ------------------ | -------------------------------- |
| 2023               | Bakú (Azerbaiyán)  | Medalla de plata   | Rifle en pos. tendida 50 m mixto |
| Campeonato Europeo |                    |                    |                                  |
| Año                | Lugar              | Medalla            | Prueba                           |
| 2024               | Osijek (Croacia)   | Medalla de bronce  | Rifle 3 posiciones 50 m mixto    |